# Furlough
Furlough è un film del 2018 diretto da Laurie Collyer.
Il film, con protagonisti Tessa Thompson, Melissa Leo, Whoopi Goldberg e Anna Paquin, sceneggiato da Barry Strugatz e prodotto dalla stessa  Leo; James Schamus è stato produttore esecutivo.

## Trama
Una giovane donna lavora part-time in una prigione mentre si prende cura anche di sua madre. La guardia recluta ha la possibilità di dimostrare il suo coraggio quando ha il compito di accompagnare una detenuta assai problematica in un permesso di emergenza per visitare la madre morente. Ma le cose vanno fuori controllo, mandando la coppia in un viaggio sorprendentemente toccante. 